# 物語コーポレーション
株式会社物語コーポレーション（ものがたりコーポレーション、英: The Monogatari Corporation）は、愛知県豊橋市に本社を置き焼肉やラーメン、お好み焼き、和食専門店などの飲食店を全国に展開する企業。
2024年2月29日現在の店舗数は、直営431店舗、FC243店舗の計674店舗（海外20店舗含まない）。展開ブランド数は、国内12ブランド、国外3ブランド。

## 沿革
- 1949年（昭和24年）12月 - 「酒房源氏」（おでん屋）として創業。
- 1969年（昭和44年）9月4日 - 株式会社げんじを設立。
- 1997年（平成9年）6月 - 商号を株式会社物語コーポレーションに変更。
- 2000年（平成12年）11月 - 東京本部を開設。
- 2008年（平成20年）3月 - ジャスダックに上場（2010年8月15日上場廃止）。
- 2010年（平成22年）6月25日 - 東京証券取引所2部に上場。
- 2011年（平成23年）
  - 6月27日 - 東京証券取引所1部へ指定替え。
  - 7月 - 香港現地法人 物語香港有限公司を設立（子会社）。
  - 11月 - 上海現地法人 物語（上海）企業管理有限公司を設立。
- 2012年（平成24年）5月 - 豊橋本社の名称を豊橋フォーラムオフィス、東京本部の名称を東京フォーラムオフィスとする。
- 2013年（平成25年）11月 - 大阪フォーラムオフィス、福岡フォーラムオフィスを開設。
- 2018年（平成30年）
  - 2月 - 海外の新業態店舗『薪火焼肉 源の屋総本店』第一百貨店を中華人民共和国・上海にオープン。
  - 7月 - アジア地域統括子会社Storyteller株式会社を愛知県豊橋市に設立。
- 2019年（令和元年）9月 - 海外の新業態店舗『焼肉王』第一百貨店を中華人民共和国・上海にオープン。物語香港有限公司を清算。
- 2021年（令和3年）10月 - 代替肉の開発・生産を手掛けるDAIZ株式会社と資本業務提携契約を締結[1][2]。
- 2025年
  - 1月 - 中華民国（台湾）に現地法人（物語台湾股份有限公司）を設立[3]。
  - 4月1日 - 米国子会社を通じ、米国で鉄板焼きレストラン「SHOGUN」を展開するSHOGUNグループを子会社化[4][5]。

## 展開事業
出典：

### 焼肉部門

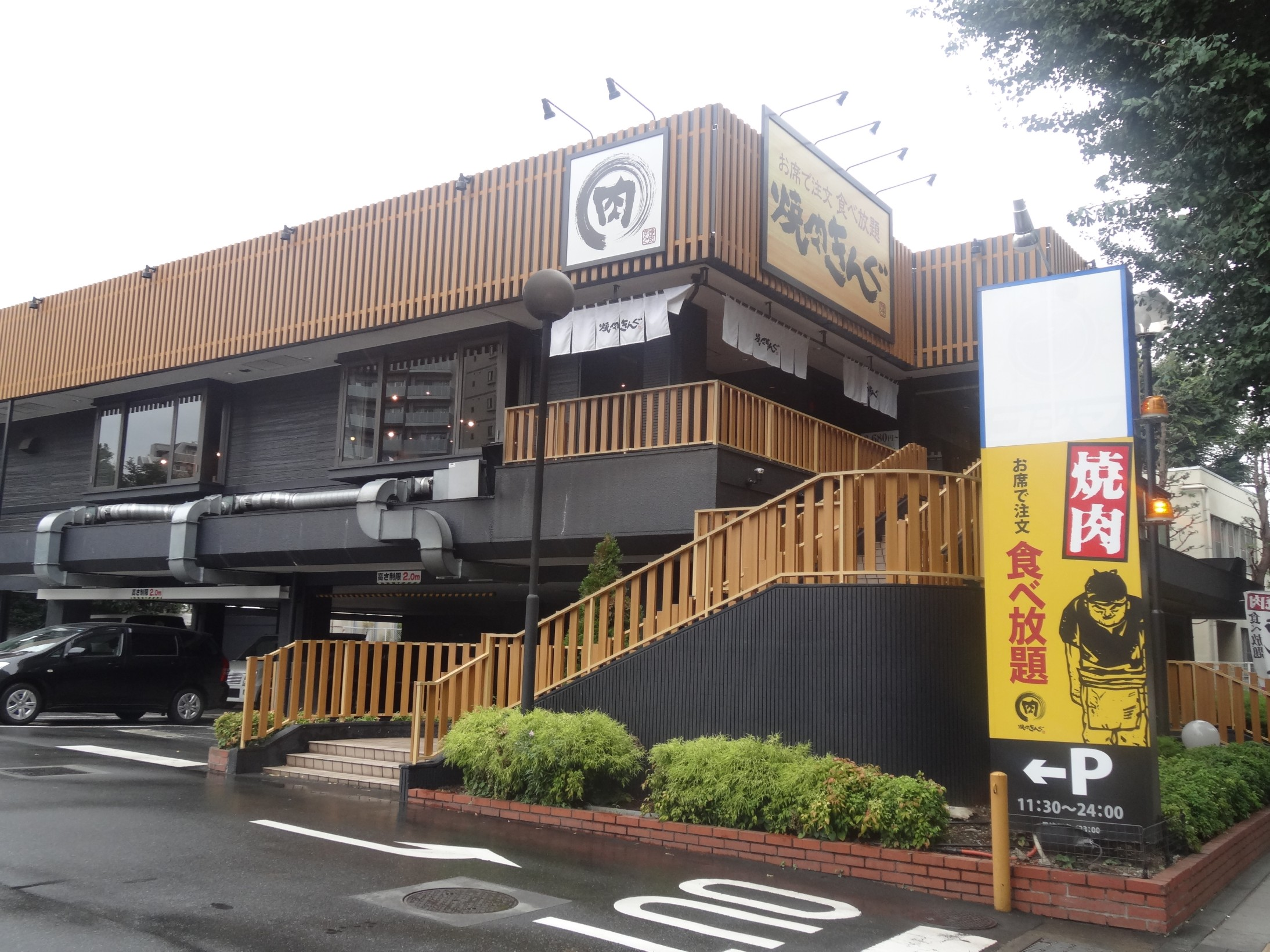
焼肉きんぐ府中店（2015年8月）

- 焼肉きんぐ - 食べ放題形式を採用。

### ラーメン部門

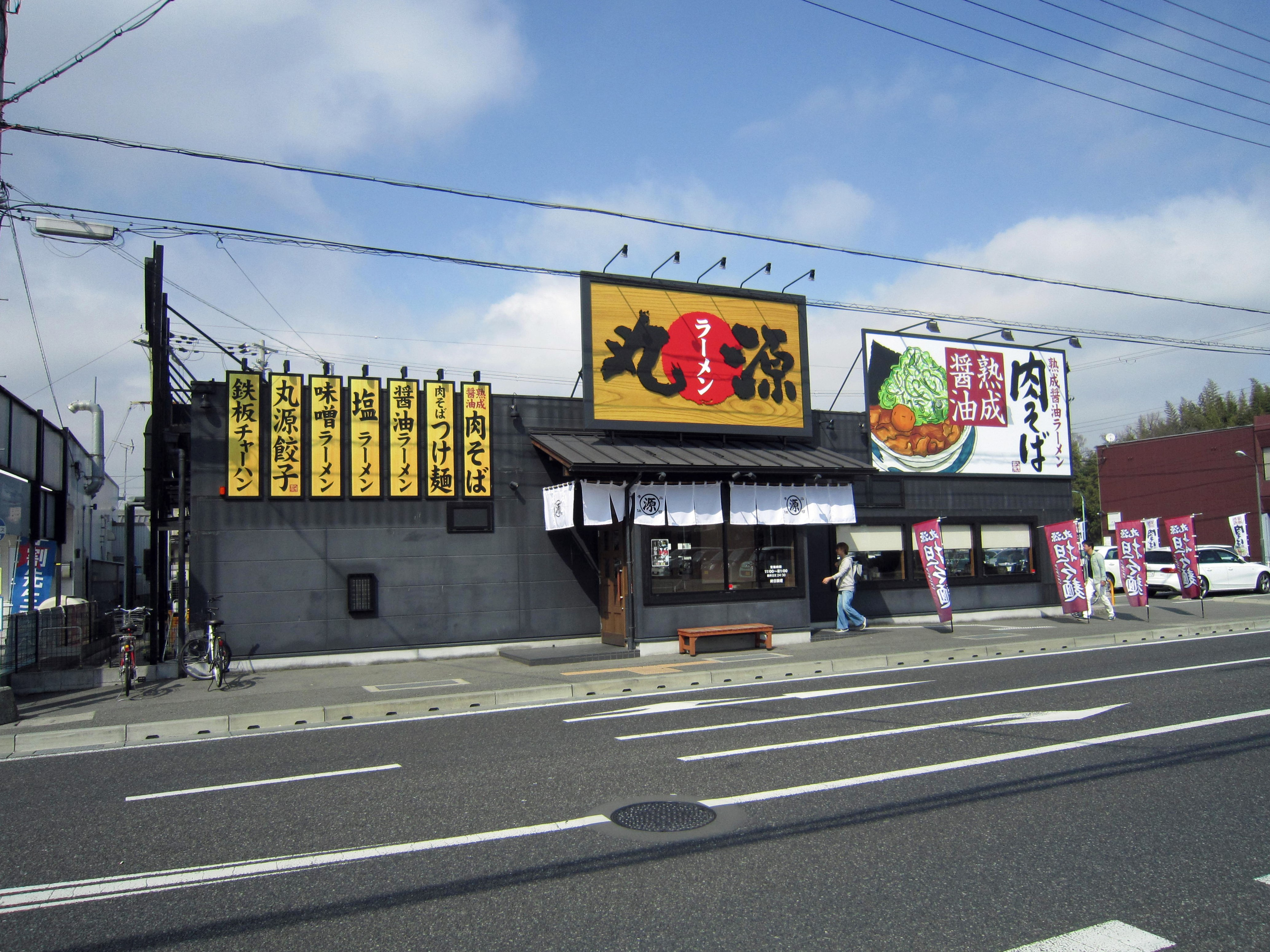
丸源ラーメン姫路今宿店（2018年3月）

- 丸源ラーメン（初代丸源）
- 二代目丸源
- 熟成醤油ラーメンきゃべとん

### お好み焼部門
- お好み焼本舗

### ゆず庵部門
- 寿司・しゃぶしゃぶ　ゆず庵

### 焼きたてのかるび部門
- 焼きたてのかるび

### 専門店・新業態部門

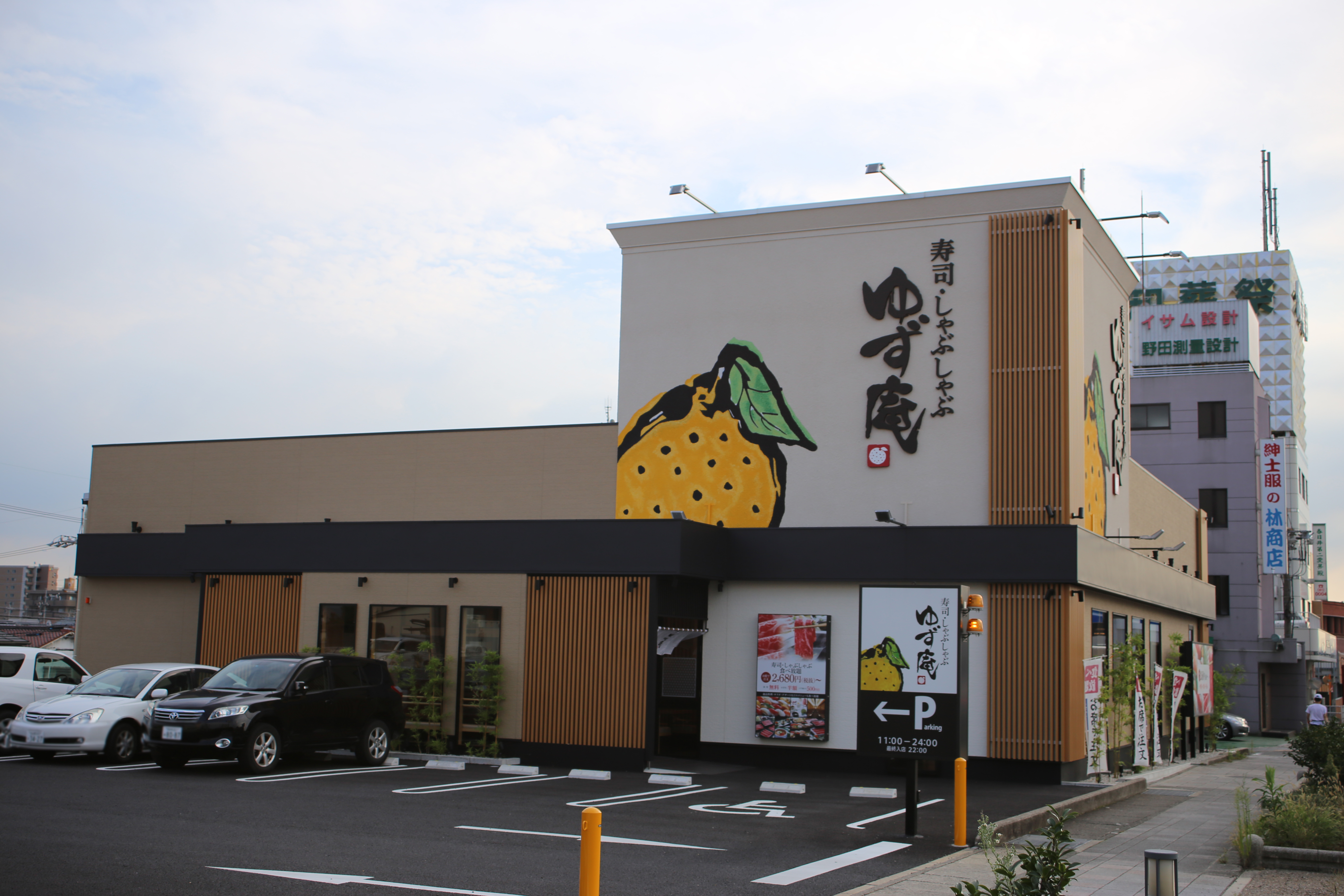
ゆず庵春日井店（2016年9月）

- 魚貝三昧げん屋
- しゃぶとかに 源氏総本店
- 熟成焼肉 肉源
- 濃厚中華そば 餃子 丸福
- 牛たん大好き焼肉はっぴぃ
- 果実屋珈琲
- 熟成肉とんかつロース堂[7]

## 事業所
本社・豊橋フォーラムオフィス
- 〒441-0831 愛知県豊橋市西岩田五丁目7番地の11

東京フォーラムオフィス
- 〒107-0061 東京都港区南青山一丁目2番3号 青山ビル4F

名古屋フォーラムオフィス
- 〒450-0002 愛知県名古屋市中村区名駅三丁目22番8号 大東海ビル4F

大阪フォーラムオフィス
- 〒532-0011 大阪府大阪市淀川区西中島三丁目23番16号 セントランドビル5F

福岡フォーラムオフィス
- 〒812-0011 福岡県福岡市博多区博多駅前一丁目4番4号 東京建物博多ビル8F

物語フードファクトリー
- 〒485-0826 愛知県小牧市東田中字上池1262

物語フードラボ
- 〒485-0821 愛知県小牧市本庄841

## 関連書籍
- 『物語コーポレーションものがたり 若者が辞めない外食企業』（著者:西川幸孝）（2019年10月21日、日本経済新聞出版社）ISBN 9784532323011

## 関連会社
- 物語（上海）企業管理有限公司（上海）
- PT. Agrapana Niaga Gemilang
- 物語香港有限公司（香港）
- Storytellers USA, Inc.（アメリカ）
  - Shin Nihon Kousan Inc.
  - Shogun Kobe Inc.
  - Shogun Restaurant Inc.
  - La Verne LLC
  - Murrieta LLC
  - Corona LLC

### フランチャイジー
- サンパーク